# Matthew Ridley, 4. Viscount Ridley

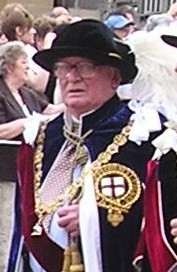
Matthew White Ridley, Viscount Ridley (2006)

Matthew White Ridley, 4. Viscount Ridley KG, GCVO (* 29. Juli 1925; † 22. März 2012) war ein britischer Peer und Politiker. Von 1989 bis 2001 war er Lord Steward of the Household.

## Leben

### Familiäre Herkunft
Ridley war ein Urenkel von Matthew White Ridley, der mit einer kurzen Unterbrechung 32 Jahre lang Abgeordneter des House of Commons und unter anderem von 1895 bis 1900 Innenminister war und am 19. Dezember 1900 mit dem Titel Viscount Ridley und dem nachgeordneten Titel Baron Wensleydale, of Blagdon and Blyth in the County of Northumberland, in den erblichen Adelsstand erhoben wurde. Sein gleichnamiger Großvater Matthew White Ridley war zunächst ebenfalls Abgeordneter des House of Commons und wurde 1904 2. Viscount Ridley. Sein ebenfalls gleichnamiger Vater Matthew White Ridley erbte nach dem frühen Tod des Vaters bereits 1916 im Alter von vierzehn Jahren den Titel als 3. Viscount Ridley.
Sein jüngerer Bruder war Nicholas Ridley, ein Politiker der Conservative Party, der fast 33 Jahre lang Abgeordneter des House of Commons sowie Finanzsekretär des Schatzamtes, Verkehrs-, Umwelt- sowie zuletzt Handels- und Industrieministe in der Regierung von Premierministerin Margaret Thatcher war und 1992 als Life Peer mit dem Titel Baron Ridley of Liddesdale, of Willimontswick in the County of Northumberland, selbst Oberhausmitglied wurde.

### Oberhausmitglied als Viscount Ridley
Er selbst trat nach dem Besuch des Eton College seinen Militärdienst bei den Coldstream Guards an und diente während des Zweiten Weltkrieges unter anderem zwischen 1944 und 1945 in der Normandie sowie in Deutschland. Nach Kriegsende diente er in der Territorialarmee bei den Northumberland Hussars und studierte am Balliol College der University of Oxford, das er 1948 abschloss. Danach war er Aide-de-camp des Gouverneurs von Kenia.
Nach dem Tod seines Vaters wurde er am 25. Februar 1964 dessen Erbe als 4. Viscount Ridley und als solcher zugleich Mitglied des House of Lords.
In der Folgezeit war er zwischen 1967 und 1979 zugleich Vorsitzender des Rates der Grafschaft Northumberland und wurde am 3. Januar 1984 als Nachfolger von Hugh Percy, 10. Duke of Northumberland Lord Lieutenant von Northumberland und übte dieses Amt bis zu seiner Ablösung durch John Riddell am 25. Januar 2000 aus. Des Weiteren wurde er 1988 ebenfalls als Nachfolger des Duke of Northumberland auch Kanzler der Newcastle University und behielt diese Funktion bis 1999 und wurde danach von Chris Patten abgelöst. Darüber hinaus folgte der dem Duke of Northumberland 1989 als Lord Steward of the Household und bekleidete dieses Amt bis zu seiner Ablösung durch James Hamilton, 5. Duke of Abercorn 2001. Für seine langjährigen Verdienste wurde er 1992 als Knight Companion des Hosenbandorden sowie 1994 als Knight Grand Cross des Royal Victorian Order ausgezeichnet.
Mit dem Inkrafttreten des House of Lords Act 1999 schied er aus dem Oberhaus aus. Nach seinem Tod folgte ihm sein Sohn Matt Ridley 2012 als 5. Viscount Ridley.